# Wayne Wells
Wayne Wells est un lutteur américain spécialiste de la lutte libre né le 29 septembre 1946 à Abilene (Texas).

## Biographie
Lors des Jeux olympiques d'été de 1972, il remporte le titre olympique en combattant dans la catégorie des -74 kg.